# گوآکاری
گوآکاری (به اسپانیایی: Guacarí) یک سکونتگاه مسکونی در کلمبیا است.

## خصوصیات
گوآکاری ۲۰۰ کیلومترمربع مساحت دارد.